# Loon-Plage
Loon-Plage (niederländisch Loon oder Loon-Strand) ist eine französische Gemeinde mit 5995 Einwohnern (Stand: 1. Januar 2022) im Département Nord in der Region Hauts-de-France.

## Geographie
Loon-Plage liegt am Ausgang des Ärmelkanals in die Nordsee. Hier liegt ein Teil des Großen Seehafens von Dünkirchen. Loon-Plage wird umgeben von den Nachbargemeinden Dünkirchen im Nordosten, Grande-Synthe und Spycker im Osten, Brouckerque im Südosten, Craywick im Süden, Saint-Georges-sur-l’Aa im Südwesten sowie Gravelines im Westen.
Durch die Gemeinde führt die Autoroute A16 von Abbeville zur belgischen Grenze.

## Geschichte
Ab dem 12. Jahrhundert ist die Ortschaft als historisch gesichert anzusehen.
Seit 1800 ist Loon eine eigenständige Gemeinde.

## Bevölkerungsentwicklung
| Jahr                       | 1962 | 1968 | 1975 | 1982 | 1990 | 1999 | 2006 | 2012 | 2020 |
| Einwohner                  | 3397 | 4370 | 5603 | 5482 | 6435 | 6510 | 6243 | 6293 | 6083 |
| Quellen: Cassini und INSEE |      |      |      |      |      |      |      |      |      |

## Sehenswürdigkeiten
- Kirche Saint-Martin
- Kapelle Saint-André-des-Marins (la Maison Blanche)

## Wirtschaft
In Loon-Plage wird durch die Firma Ryssen Bioethanol produziert. Im Westen hat die Gemeinde einen Anteil an einer Aluminiumhütte.

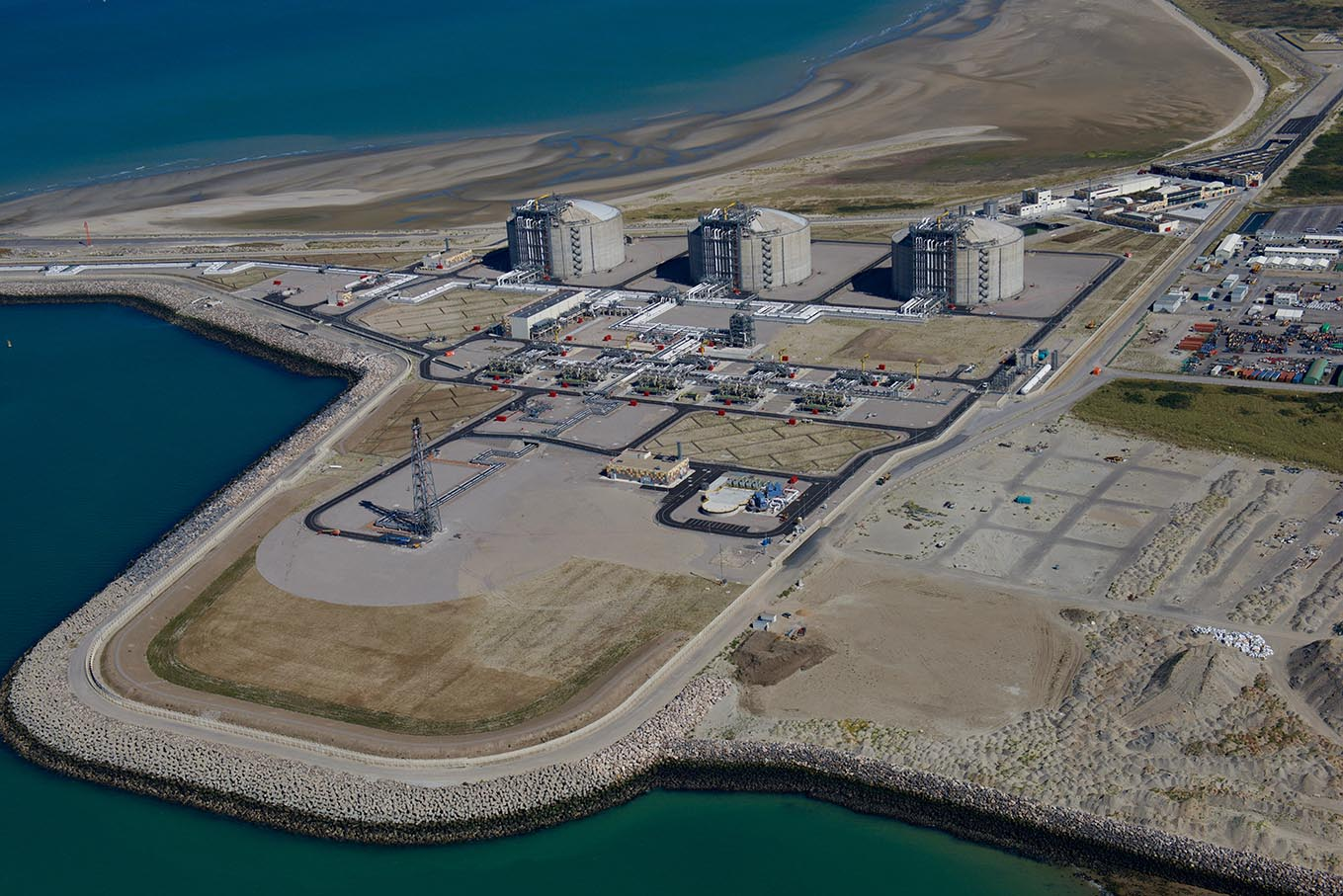
Flüssiggastanklager in Loon-Plage

## Trivia
Die Fähre Ippotis (ursprünglich MS Celtic Star) trug von 1998 bis 1999 den Namen MS Loon-Plage. Die französische Sängerin Françoiz Breut widmete ihr Lied „Loon-Plage“ dem Ort bei Dunkerque (Dünkirchen).